# Heteroperipatus clarki
Heteroperipatus clarki är en klomaskart som först beskrevs av Dunn 1943.  Heteroperipatus clarki ingår i släktet Heteroperipatus och familjen Peripatidae. Inga underarter finns listade i Catalogue of Life.